# Paul Durin
Paul Joseph Durin (Franciaország, Nord, Maubeuge, 1890. január 3. – Franciaország, Nord, Maubeuge, 1955. május 24.) olimpiai bronzérmes francia tornász.
Az első olimpiája az 1908. évi nyári olimpiai játékok volt Londonban, és tornászként versenyzett. Csapat összetettben 5. lett.
Ez első világháború után az 1920. évi nyári olimpiai játékokon indult újra, mint tornász versenyzett és csapat összetettben bronzérmes lett.